# Achille Baquet
Achille Joseph Baquet (New Orleans, 15 novembre 1885 – New Orleans, 20 novembre 1956) è stato un clarinettista, sassofonista jazz statunitense; fu uno dei primi musicisti della scena jazz di New Orleans.

## Biografia
Baquet è cresciuto in una famiglia di musicisti. Suo padre, Théogène Baquet, guidò la Excelsior Brass Band, e i suoi fratelli, Harold e George, erano entrambi musicisti, George il più famoso dei tre. Achille era nero ("Creolo di colore" nella terminologia locale), ma era di carnagione Chiara, ed era l'unico membro della famiglia in grado di passare per bianco. Ha imparato il clarinetto da Luis Tio e ha suonato con la Original Dixieland Jazz Band, la Reliance Brass Band di Papa Jack Laine e l'Happy Schilling Dance Orchestra.
Si pensava che Baquet fosse un membro della Whiteway Jazz Band, ma l'appartenenza a questo gruppo non è mai stata stabilita definitivamente. Jimmy Durante, che guidò la Original New Orleans Jazz Band, assunse Baquet nel 1918.
I crediti di Baquet come compositore includono "Why Cry Blues", scritto con Jimmy Durante. Secondo Papa Jack Laine, ha scritto "Livery Stable Blues" insieme a Yellow Nunez.